# NGC 1546
NGC 1546 је лентикуларна галаксија у сазвежђу Златна риба која се налази на NGC листи објеката дубоког неба.
Деклинација објекта је - 56° 3' 37" а ректасцензија 4h 14m 36,7s. Привидна величина (магнитуда) објекта NGC 1546 износи 11,0 а фотографска магнитуда 11,9. Налази се на удаљености од 13,4000 милиона парсека од Сунца. NGC 1546 је још познат и под ознакама ESO 157-12, AM 0413-561, IRAS 04134-5611, PGC 14723.